# Olympia Haarlem
De sportvereniging Olympia Haarlem is een omnisportvereniging uit Haarlem, Noord-Holland, Nederland. Bij de club worden onder andere de sportdisciplines badminton, biljarten, darten, honk- & softbal, voetbal en zaalvoetbal beoefend.

## Algemeen
Olympia Haarlem ontstond in 2006 uit de fusie tussen de sportverenigingen DCO (1930), DSC '74 en TYBB (1 september 1919). Bij deze fusie is tevens de G-voetbalclub HIS aangesloten. Een jaar later sloten ook de honk- en softbalafdelingen van DSC '74 en TYBB zich bij de fusieclub aan. De fusieclub is op het complex van de voormalige fusiepartner TYBB gaan spelen. Het complex, “Sportpark Nol Houtkamp” (vernoemd naar Nol Houtkamp), omvat het paviljoen, een sporthal, drie voetbalvelden waarvan twee kunstgrasvelden, twee softbalvelden en een honkbalveld.

## Honkbal
Het eerste mannenhonkbalteam kwam van 2011-2016 uit in de eerste klasse -op het derde niveau-. In 2017 en 2018 nam er geen team deel in competitieverband. In 2019 komt het eerste uit in de 3e klasse. Na het vertrekken van diverse spelers, is sinds 2020 geen eerste mannen honkbalteam actief.

## Softbal

### Mannen
Het eerste mannen softbalteam komt standaard uit in de Softbal Heren Hoofdklasse.
Erelijst
Landskampioen: 2022, 2023, 2024

### Vrouwen
Het eerste vrouwensoftbalteam komt in 2021 voor het 34e seizoen uit op het hoogste niveau. Als DSC'74 speelde het 21 seizoenen (1986-1988, 1990-2007) en als Olympia in 2008 en sinds 2010 in de Hoofdklasse. In 2024 werd voor de vijfde maal de landstitel behaald, de titel in 2003 behaald door DSC'74 meegerekend.
Erelijst
Landskampioen: 2003, 2017, 2018, 2021, 2024
2003 als Van der Peijl/DSC'74
2017, 2018, 2021 als FysioExpert Olympia Haarlem
2024 als Olympia Haarlem
Premier Cup: 2022, 2023, 2024

## Voetbal

### Standaardelftallen
Het standaardelftal in het zaterdagvoetbal speelt in het seizoen 2020/21 in de Derde klasse van het KNVB-district West-I. In de seizoenen 2016/17 en 2017/18 werd er reservecompetitie gespeeld.
Het standaardelftal in het zondagvoetbal speelt in het seizoen 2020/21 in de Vijfde klasse van West-I. In de seizoenen 2017/18 en 2018/19 werd er reservecompetitie gespeeld.

#### Erelijst zaterdag
kampioen Vierde klasse: 2019

#### Competitieresultaten zaterdag 2008–2019
| 9 5A |

| 5 5B |

| 10 4D |

| 6 4D |

| 12 4C |

| 12 4C |

| 2 4C |

| 6 4B |

| 12 4B |

|  |

|  |

| 1 4C |

| - 3A |

| Derde klasse | Vierde klasse | Vijfde klasse |

#### Erelijst zondag
kampioen Vierde klasse: 2010, 2015

#### Competitieresultaten zondag 2007–2017
| 7 4D |

| 1 4D |

| 2 4D |

| 1 4D |

| 13 3B |

| 13 4D |

| 5 4D |

| 11 4D |

| 1 4D |

| 10 3B |

| 5 3C |

|  |

|  |

| - 5B |

2008: de beslissingswedstrijd om het klassekampioenschap in 4D werd met 1-5 verloren van SV United/DAVO.
| Derde klasse | Vierde klasse | Vijfde klasse |

### DSC '74
Het standaardelftal kwam uit in de zaterdagafdeling van het amateurvoetbal. Het speelde laatstelijk in het seizoen 2002/03, waar het uitkwam in de Vierde klasse van het KNVB-district West-I.

#### Competitieresultaten 1975–2003
| 8 4A |

| 11 4B |

| 10 4B |

| 7 4B |

| 12 4B |

|  |

|  |

| 3 4A |

| 8 4B |

| 6 4B |

| 7 4B |

| 4 4B |

| 7 4B |

| 8 4B |

| 12 4B |

|  |

| 5 4B |

| 12 4B |

|  |

| 11 4B |

|  |

| 11 4B |

|  |

|  |

| 7 5A |

| 2 5D |

| 4 4E |

| 7 4E |

| Vierde klasse | Vijfde klasse |

In elke staaf van de grafiek staat van boven naar beneden vermeld: 
- Eindnotering

Dit is de positie die de club heeft bereikt in de competitie, zonder eventuele beslissings-, play-off- of nacompetitiewedstrijden die nodig zijn geweest om bijvoorbeeld de kampioen van de competitie te bepalen.
Indien een * achter het getal staat is de notering een tussenstand en kan het zijn dat de notering niet overeenkomt met de uiteindelijke eindstand van de competitie.
Staat er een - dan is het seizoen nog bezig en is er geen definitieve uitslag bekend.
Staat er xx op de positie van de notering, dan heeft de club vroegtijdig de competitie verlaten. Dit kan onder andere komen door terugtrekking van het team, faillissement van de club of door een uitgedeelde straf van de KNVB. In veel gevallen staat elders in het artikel de reden vermeld.
Staat er een ? dan is het resultaat uit het verleden onbekend, en is alleen de competitie of het niveau bekend van dat seizoen.
In de seizoenen 2019/20 en 2020/21 werd wegens de coronacrisis het amateurvoetbal afgebroken. Daardoor kennen deze staven geen eindklassering (middels -- weergegeven).
- Competitieniveau en afdelingsletter of Officiële eindstand Eredivisie
  - Competitieniveau en afdelingsletter

Hierbij geeft het getal het niveau weer, dat ook terug te vinden is in de legenda. De letter is de afdelingsaanduiding en wordt gebruikt wanneer er meer afdelingen zijn op hetzelfde niveau. De afdelingsletter is altijd een hoofdletter en wordt meestal zonder nummer gebruikt.
Voorbeeld: 2F is niveau 2e klasse competitie F.
Het competitieniveau en nummer wordt niet vermeld wanneer er slechts één competitie van dit niveau was.
  - Officiële eindstand Eredivisie (getal staat tussen haakjes vermeld)

Sinds de introductie van play-offwedstrijden voor Europees voetbal na afloop van de reguliere competitie in 2005/06, is de KNVB verplicht een eindstand van de Eredivisie door te geven aan de UEFA aan de hand van deze play-offwedstrijden.
Bij deze eindstand staan clubs die zich hebben gekwalificeerd voor Europees voetbal hoger dan clubs die zich niet wisten te kwalificeren. Indien er geen verschil was tussen de eindnotering en de officiële eindstand, staat dit getal niet vermeld.

- Onderafdeling

Hier staat afgekort de naam van de onderafdeling indien de club in dat jaar in een onderafdeling uitkwam. Tevens staat deze afkorting in de legenda en wordt gelinkt naar het artikel over deze onderafdeling. Deze afkorting wordt alleen vermeld wanneer de club in het verleden in verschillende onderafdelingen heeft gespeeld. Deze vermelding is in de staaf altijd in kleine letters. Deze onderafdelingen zijn na het seizoen 1995/96 afgeschaft. Heeft de club in slechts één onderafdeling gespeeld, dan is dit alleen terug te vinden in de legenda.
Onder de staaf staat het jaartal vermeld waarin het seizoen is afgesloten. 15 verwijst naar het seizoen 2014/15 of eventueel het seizoen 1914/15.
Wanneer een staaf leeg is, zijn deze gegevens niet bekend. Het kan ook zijn dat de club dat seizoen niet heeft meegespeeld op het hogere amateurniveau, vroegtijdig de competitie heeft verlaten of uit de competitie is gezet.

In het seizoen 1944/45 was er wegens de Tweede Wereldoorlog geen regulier competitievoetbal.

### Bekende (oud-)spelers
De fusie partners hebben enkele bekende spelers voor het betaald voetbal opgeleid.
Alliance '22 · DIO · DSK · DSS · EDO · Geel Wit '20 · Haarlem-Kennemerland · HYS · Koninklijke HFC · Olympia Haarlem · Onze Gezellen · Schoten · United/Davo

Opgeheven: DCO · De Brug · HC & FC Excelsior · HFC Haarlem · Kennemerland · TYBB · VV Young Boys ·  VV THB 